# Laboratorio Nacional de Brookhaven
El Laboratorio Nacional de Brookhaven  es un laboratorio nacional del Departamento de Energía de los Estados Unidos ubicado en Upton, en Long Island, en el estado de Nueva York.
Formalmente establecido en 1947, en el sitio que anteriormente ocupaba la base militar Camp Upton. Brookhaven es operado por el Departamento de Energía de los Estados Unidos y su división Brookhaven Science Associates se especializa en investigaciones sobre física nuclear. Es atendido por más de 3000 científicos, ingenieros, técnicos y personal de asistencia, además de que hospeda a 4000 investigatores invitados cada año. Se otorgaron un total de siete premios Nobel por descubrimientos directamente relacionados con el Laboratorio Nacional de Brookhaven. Estos incluyen la primera observación del mesón J / ψ ( Premio Nobel de Física 1976), el descubrimiento del neutrino muon (Premio Nobel de Física 1988), la detección de neutrinos cósmicos (Premio Nobel de Física 2002) y el esclarecimiento de la estructura y función del ribosoma ( Premio Nobel de Química 2009). En la actualidad, la cartera de investigación del BNL abarca desde la investigación básica en física, química y biociencias hasta cuestiones orientadas a la aplicación en la investigación energética y medioambiental.
Una fuga accidental de tritio dentro del agua subterránea durante la década de 1990 disgustó a la gente que vivía cerca de las instalaciones, induciendo a cambios en el cuerpo directivo.El laboratorio ayudó a descubrir el quark encantado en 1974.

## Ubicación
El BNL está ubicado en el este de Long Island , a poco menos de 100 km en línea recta desde el centro de la ciudad de Nueva York . El complejo BNL cubre un área total de 21,3 km  2  y está rodeado por las estribaciones occidentales de Long Iceland Central Pine Barrens, un área forestal que cubre un área de aproximadamente 425 km². Al sur de BNL se encuentra  la autopista interestatal 495 de la ciudad de Nueva York. 5,5 km al sur está el aeropuerto de Brookhaven, que opera el condado de Brookhaven. A 7 km al este del laboratorio se encuentra el Calverton Executive Airpark de uso exclusivo y privado. Además, el laboratorio se estableció en 1997 New York y Atlantic Railway conectados a la red ferroviaria. Las ciudades más cercanas son Patchogue 17 km al suroeste y Riverhead 12 millas al este .

## Historia

### Diseño y financiación
La iniciativa de establecer un laboratorio nacional en el noreste de Estados Unidos provino originalmente del premio Nobel de física Isidor Isaac Rabi . Rabi fue profesor en la Universidad de Columbia en la ciudad de Nueva York en la década de 1930 . Durante los años de la guerra (1940-1945) trabajó en el Laboratorio de Radiación de la Instituto de Tecnología de Massachusetts y participó en el Proyecto Manhattan para desarrollar las primeras armas nucleares . En 1945 regresó a la Universidad de Columbia. Desde entonces, muchos de sus antiguos colegas habían dejado la universidad y asumido cargos en otras instituciones de Estados Unidos. Estos incluyeron a los ganadores del Premio Nobel Enrico Fermi y Harold Urey , quienes también habían trabajado en el Proyecto Manhattan, pero luego fueron contratados por la Universidad de Chicago . Junto con su colega Norman Ramsey (quien más tarde también recibió el Premio Nobel de Física), Rabi inicialmente planeó la construcción de un reactor de investigación en la Universidad de Columbia para aumentar el atractivo del lugar para físicos destacados. Sin embargo, dado que los recursos necesarios para ello excedieron la capacidad de la Universidad de Columbia, se establecieron en nueve universidades. En marzo de 1946, a instancias de Rabis y Ramsey, el Grupo Universitario de Iniciación (IUG),  planifica e inicia el establecimiento de un nuevo laboratorio en la costa este . El primer presidente de la IUG fue Lee DuBridge , quien dirigió el Laboratorio de Radiación del MIT durante la Segunda Guerra Mundial . Para financiar el laboratorio, el IUG presentó una solicitud al general Leslie Groves , director militar del Proyecto Manhattan, quien en ese momento todavía trabajaba como coordinador del programa de armas nucleares de Estados Unidos.El general Groves otorgó a la IUG un compromiso de financiación en marzo de 1946.  El 1 de enero de 1947, el laboratorio con el nombre de Laboratorio Nacional Brookhaven se estableció como Laboratorio Nacional y fuera del Laboratorio Nacional Argonne y el Laboratorio Nacional Clinton  se encuentran bajo la supervisión de la recién creada Comisión de Energía Atómica (AEC), la precursora del Departamento de Energía actual . El consorcio temporal de nueve universidades fundadoras se registró formalmente en 1947 con el nombre de Associated Universities Incorporated (abreviatura AUI) en el norte del estado de Nueva York.

### Camp Upton

Panorama de Camp Upton en enero de 1919

Hubo un total de 17 sugerencias para la ubicación del nuevo laboratorio, la mayoría de las cuales eran bases militares  . Se nombró un comité dirigido por Norman Ramsey para tomar la decisión. Los criterios decisivos fueron la accesibilidad del laboratorio dentro de una hora desde la próxima estación de tren, espacio suficiente para las grandes instalaciones de investigación y un asentamiento con protección del  área circundante para minimizar los daños por radiación en la población en caso de accidente del reactor . La comisión identificó la ya obsoleta base militar de Camp Upton en Long Island, cerca de la ciudad de Nueva York.como el único lugar que cumplía con todos estos criterios. El campamento Upton se completó en 1917 y sirvió como campo de entrenamiento para los reclutas de las fuerzas armadas estadounidenses durante la Primera Guerra Mundial.  El campo se había cerrado , pero se reactivó con la entrada de Estados Unidos en la Segunda Guerra Mundial.  Camp Upton sirvió en los años de la guerra, entre otras cosas como hospital y como campo de prisioneros de guerra ,  antes de que fuera completamente cerrado en 1946. Basado en la recomendación del Comité Ramsey, los terrenos de Camp Upton fueron fechados el 21 de marzo de 1947, como asentamiento inicial. El Departamento de Guerra de EE. UU. transfirió el sitio de Camp Upton en Long Island a la Comisión de Energía Atómica de EE. UU. (AEC), predecesora del actual Departamento de Energía de EE. UU. (DOE). La AEC proporcionó la financiación inicial para la investigación de Brookhaven sobre los usos pacíficos del átomo, con el objetivo de mejorar el bienestar público.